# Reformierte Kirche Colombier

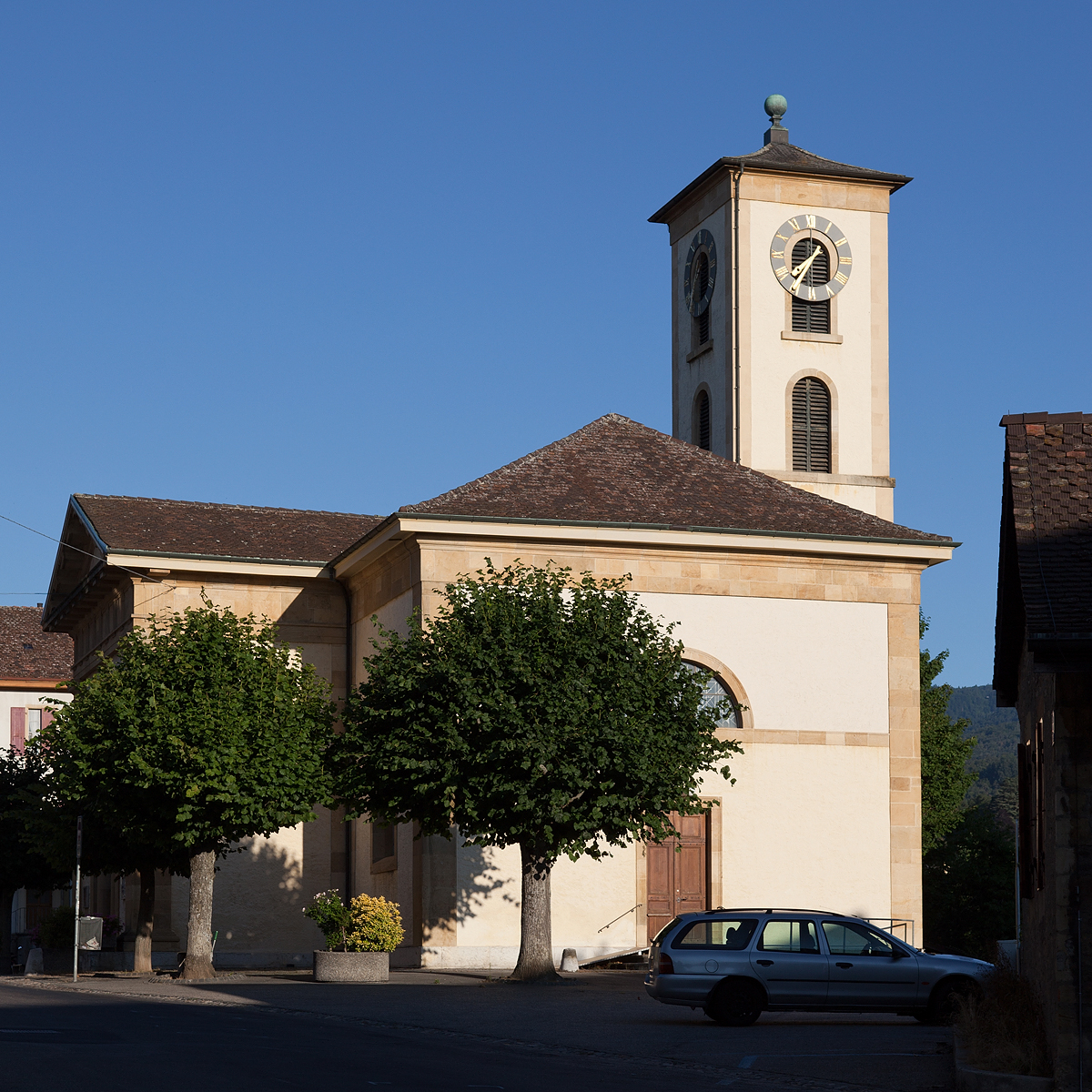
Seitenfassade des Temple von Colombier

Die Reformierte Kirche Colombier (französisch Temple de Colombier) ist ein Kirchengebäude in der Gemeinde Milvignes bei Neuchâtel, Schweiz. Sie gehört zur Kirchgemeinde La BARC in der Église réformée évangélique du canton de Neuchâtel.

## Geschichte
Die romanische Vorgängerkirche war dem heiligen St. Stephan (St. Etienne) geweiht. Nach Plänen von Frédéric de Morel wurde 1827–1829 der heutige Kirchenbau realisiert. Die klassizistische Querkirche zeigt deutliche Einflüsse des Deutschschweizer Querkirchen-Architekten Hans Conrad Stadler, dem Erbauer der Kirche Albisrieden in Zürich.

## Beschreibung
Die Kirche verfügt über einen T-förmigen Grundriss, der sich aus einem quergerichteten Kirchenschiff und einem stark hervortretenden Risalit mit Empore zusammensetzt. An der Rückseite der Kirche erhebt sich der Turm mit flachem Zeltdach. Das Hauptschiff wird durch Rundbogenfenster und Thermenfenster mit typisch klassizistischer Sprossengliederung beleuchtet. Die Hauptfassade erinnert durch den mächtigen Dreiecksgiebel und den Triglyphenfries an einen griechischen Tempel. Die Fassade wird durch zwei wuchtige Pfeiler garahmt. Zwei Säulen und zwei Pfeiler flankieren das Portal und tragen ein Gebälk. Über dem darüberliegenden Gesims befindet sich ein weiteres Thermenfenster.
Der Innenraum wird durch ionische Pilaster, die ein Gebälk tragen, geprägt. Die symmetrisch gestaltete Kanzel liegt auf der turmseitigen Mittelachse. Sowohl der Risalit als auch die Schmalseiten des Hauptschiffs werden durch Emporen ausgefüllt. Die Glasmalereien aus dem Jahr 1957 stammen von Eugène Bouvier.